# Coelotes bifurcatus
Coelotes bifurcatus là một loài nhện trong họ Amaurobiidae.
Loài này thuộc chi Coelotes. Coelotes bifurcatus được miêu tả năm 2006 bởi Okumura & Ono.